# Базош-сюр-Вель
Базо́ш-сюр-Вель (фр. Bazoches-sur-Vesles) — коммуна во Франции, находится в регионе Пикардия. Департамент коммуны — Эна. Входит в состав кантона Фер-ан-Тарденуа. Округ коммуны — Суасон.
Код INSEE коммуны — 02054.

## Население
Население коммуны на 2010 год составляло 457 человек.
| 1962 | 1968 | 1975 | 1982 | 1990 | 1999 | 2010 |
| ---- | ---- | ---- | ---- | ---- | ---- | ---- |
| 328  | 311  | 333  | 281  | 351  | 383  | 457  |

## Экономика
В 2010 году среди 290 человек трудоспособного возраста (15—64 лет) 214 были экономически активными, 76 — неактивными (показатель активности — 73,8 %, в 1999 году было 66,8 %). Из 214 активных жителей работали 191 человек (98 мужчин и 93 женщины), безработных было 23 (12 мужчин и 11 женщин). Среди 76 неактивных 31 человек были учениками или студентами, 25 — пенсионерами, 20 были неактивными по другим причинам.